# Семья Манн — Столетний роман
Семья Манн — Столетний роман (нем. Die Manns – Ein Jahrhundertroman) — немецкий трёхсерийный мини-сериал 2001 года режиссера Генриха Брелоера.

## Сюжет
Документальная драма о семье Манн. В центре сюжета — история писателей братьев Томаса и Генриха Манн и их семей.
Сцены связаны с документальными частями, основанными в основном на интервью с Элизабет Манн Боргезе, которая была тогда жива.
Брелоер провёл интервью и отвёз её в прежние места. Кроме того, фильм обогащен множеством старых интервью.

## В ролях
- Армин Мюллер-Шталь — Томас Манн
- Юрген Хентш — Генрих Манн
- Моника Бляйбтрой — Катя Манн
- Себастьян Кох — Клаус Манн
- Софи Ройс — Эрика Манн
- Вероника Феррес — Нелли Крегер
- Стефани Стаппенбек — Моника Манн
- Филипп Хохмайр — Голо Манн
- Катарина Экерфельд — Элизабет Манн Боргезе
- Анне-Мари Блан — Хедвиг Прингсхайм
- Рудольф Вессели — Альфред Прингсхайм
- Ганс-Михаэль Реберг — Джузеппе Антонио Борджезе
- Андреа Савацки — Памела Ведекинд
- Катарина Тальбах — Тереза Гизе
- Людвиг Блохбергер — Клаус Хойзер
- Хильдегард Шмаль — Салка Фиртель
- Норберт Швентек — Йозеф Рот
- Карола Ренье - Альма Малер-Верфель.

## Награды
- 2002 — 30-я Международная премия «Эмми» — Лучшие телефильмы / мини-сериал «Манны» — победа за столетие